# Joybike
Joybike is een historisch merk van motorfietsen.
Joybike: H. V. Powell (Cycles) Ltd., Birmingham (1958-1961).
Engels merk dat een kruising tussen een scooter en een lichte motorfiets bouwde met 70 cc JAP- en 49 cc Trojan-motorblokken.